# M (1931年の映画)
『M』（原題: M – Eine Stadt sucht einen Mörder）は1931年製作のドイツの映画。フリッツ・ラング監督作品。ベルリンを舞台に、連続殺人犯が警察と犯罪者たちに追い詰められる様を描く。ラングの初のトーキーにして代表作であると同時に、サイコスリラー映画の始祖として高く評価されている。また、アメリカ合衆国におけるフィルム・ノワールの成立に大きな影響を与えた。
スティーヴン・ジェイ・シュナイダーの『死ぬまでに観たい映画1001本』にも掲載されており、Rotten Tomatoesの支持率100%の映画のうちの１つでもある。

## あらすじ
1930年代のベルリンで、幼い少女ばかりを狙った連続殺人事件が発生した。警察の必死の努力にもかかわらず犯人逮捕の目処は立たず、市民や暗黒街の犯罪者たちは彼ら自身の手で犯人を捕まえることを思い立つ。
手がかりはないかのように思えたが、被害者の一人エルジーが誘拐されたときに口笛が聞こえたことに気付いた盲目の売り子により、一人の男に焦点が絞られた。チョークで「M」（ドイツ語で殺人者を意味する「Mörder」の頭文字）のマークを付けられた男は、徐々に追い詰められていく。

## キャスト
- ピーター・ローレ：ハンス・ベッケルト
- オットー・ベルニッケ：カール・ローマン警視正
- グスタフ・グリュントゲンス：暗黒街の顔役

## 制作
映画の脚本は監督であるラングと、当時彼の妻であった女流作家のテア・フォン・ハルボウが執筆した。
主人公の殺人犯は、「デュッセルドルフの吸血鬼」と呼ばれたペーター・キュルテンをモデルにしたと言われている。その指摘に対してラング自身は、キュルテンら当時のドイツ社会を震撼させた実在の殺人鬼たちは映画製作のモチーフになったものの、作中に登場する殺人犯の明確なモデルと言えるような存在ではないと否定した。現に映画に登場する殺人犯は少女のみを標的にしており、老若男女を問わず殺戮したキュルテンとは異なるタイプの犯罪者である。
また、作中で犯罪者たちのシンジケートや乞食組合が登場するなど、ラングと同時期に活躍したドイツ演劇界の巨匠ベルトルト・ブレヒトの代表作『三文オペラ』からの影響がしばしば指摘されている。本作品のテーマについて映画評論家のロジャー・イーバートは、国家社会主義ドイツ労働者党が台頭しつつあった1930年代の病んだドイツ社会に対する批判であると述べた。
映画中にBGMは存在しないものの、エドヴァルド・グリーグが作曲した劇音楽『ペール・ギュント』第一組曲の一節である「山の魔王の宮殿にて」が、殺人犯が好んで吹く口笛として効果的に使用されている。また、映画中で一人の登場人物がしゃべっているセリフを、他の場所にいる別の登場人物がそのまま引き継ぐ演出（映画中盤において、犯罪者たちの会合と刑事たちの捜査会議が同時進行するのがその顕著な例である）は当時としては画期的なものだった。